# Пол Џ. Флори
Пол Џон Флори (19. јун 1910 – 9. септембар 1985) је био амерички хемичар и нобеловац који је био познат по свом раду у области полимера, односно макромолекула.  Био је водећи пионир у разумевању понашања полимера у раствору и добио је Нобелову награду за хемију 1974. „за своја фундаментална достигнућа, и теоријска и експериментална, у физичкој хемији макромолекула“.

## Биографија

### Лични живот
Флори је рођен у Стерлингу, Илиноис, 19. јуна 1910. године. Одгајали су га Езра Флори и Марта дев. Брамбо. Отац му је радио као духовник-просветитељ, а мајка учитељица. Године 1936. оженио се Емили Кетрин Табор. Он и Емили имали су троје деце и петоро унучади. Сва његова деца су се бавила науком. Након што је 1927. године завршио средњу школу у Елџину, Илиноис, Флори је 1931. године дипломирао на Манчестер колеџу (Индијана) (сада Универзитет Манчестер) и докторирао на Државном универзитету у Охају 1934. Његово прво запослење било је у ДуПонт-у са Воласом Каротерсом.   Постхумно је примљен у Алфа Кси Сигма (ΑΧΣ) Кућу славних 2002.  Флори је умро 9. септембра 1985. од срчаног удара. Његова супруга Емили умрла је 2006. године са 94 године.

## Школовање
Флори је похађао постдипломске студије на Државном универзитету Охајо. Првобитно је уписао универзитет за физичке науке. Истраживања за његов рад обухватала су студије фотохемије и спектроскопије. Завршио је докторат на Државном универзитету у Охају 1934. Током студија на Државном универзитету у Охају, открио је да како се температура смањује, крајеви полимера се скупљају. Завршио је тако што је магистрирао органску хемију. Магистрирао је органску хемију, а не физику због несигурности. Након што се суочио са својим страхом, успео је да дипломира 1934. са докторатом физичке хемије. Године 1934, након што је докторирао, придружио се Централном одељењу Дупонт компаније. Кроз ову организацију стекао је интересовање за основе полимеризације и полимерних система. Он је доказао хипотезу Стаудингера и Каротерса: „полимери су у ствари ковалентно повезани макромолекули“.  Након Каротерсове смрти 1937. године, Флори је две године радио у Истраживачкој лабораторији на Универзитету у Синсинатију.

## Рад
У време Другог светског рата постојала је потреба за истраживањем у вези са развојем синтетичке гуме. Флори се поново укључио у рад у индустрији. Прва индустрија у којој је радио од 1940. до 1943. била је Standard Oil Development Company, у Линдену, Њу Џерзи. У периоду од 1943. до 1948. је био директор истраживања у компанији Goodyear Tire and Rubber Company, водећи тим за студије о полимерима.
Након што је радио у индустрији, Флори је отишао да ради на Универзитету Корнел као предавач. Године 1957. Флори и његова породица одлучили су да се преселе у Питсбург у Пенсилванији. Разлог због којег су се он и његова породица преселили из Њујорка у Пенсилванију био је тај што је могао да развије програм основних истраживања у хемији на Институту Carnegie Mellon. Затим је прихватио место професора на Универзитету Станфорд на одсеку за хемију. Док је био на Универзитету Станфорд, променио је правац истраживања. Промена погледа у његовим студијама има везе са просторном конфигурацијом која има везе са ланчаним молекулима. Након пензионисања, Флори је остао и даље веома активан у свету хемије. Био је консултант за Дупонт и ИБМ, недуго након што је отишао у пензију. Флори је такође био укључен у проучавања у Совјетском Савезу које је започео професор М.В. Фолкенштајн и његови сарадници. Такође је радио са покојним професором Казуом Нагаијем у Јапану. Осећао је потребу да се бори за научнике који су били потлачени у разним земљама. Поред тога, говорио је и као „Глас Америке“, током емитовања у Источној Европи, као и у Совјетском Савезу. Флори је такође радио за „Комитет за људска права“ који је познат као Национална академија наука од 1979. до 1984. године. Током 1980. године радио је као делегат на научном форуму у Хамбургу.

## Истраживања
Након што је докторирао 1934. године, бавио се разним питањима физичке хемије. Ово има везе са кинетиком и механизмима полимерних супстанци и са дистрибуцијом моларне масе, решењем термодинамике и хидродинамике. Поред тога, током 1934. године, такође је био у могућности да открије да када ће полимерни ланци наставити да расту ако се помешају са другим молекулима када су присутни. Један комад материјала формиран полимерима је пластика. Средином 1930-их, Флори је открио како се полимери растварају у растварачу доводећи до растезања што је узроковано силама и полимера и делова растварача. 
Флоријев најранији рад у науци о полимерима био је у области кинетике полимеризације на експерименталној станици ДуПонт. Поред полимеризације, он је увео важан концепт ланчаног преноса како би побољшао кинетичке једначине и уклонио потешкоће у разумевању дистрибуције величине полимера.
У Лабораторији за основна научна истраживања на Универзитету у Синсинатију је развио математичку теорију за полимеризацију једињења са више од две функционалне групе и теорију полимерних мрежа или гелова. Ово је довело до Флори-Стокмајерове теорије гелирања, која је еквивалентна перколацији на Bethe lattice и заправо представља први рад у пољу перколације.
Године 1940. придружио се лабораторији у Линдену, Њу Џерзи компаније Standard Oil Development Company, где је развио статистичку механичку теорију за мешавине полимера. Године 1943. одлази да би се придружио истраживачким лабораторијама Goodyear-а као шеф групе за основе полимера. У пролеће 1948. Питер Деби, тадашњи председник одељења за хемију на Универзитету Корнел, позвао је Флорија да одржи годишња Бејкерова предавања. Затим му је понуђено место на факултету у јесен исте године. У Корнелу је разрадио и усавршио своја Бејкерова предавања у свој магнум опус Принципи хемије полимера који је 1953. године објавио Cornell University Press. Ово је брзо постао стандардни текст за све раднике у области полимера, и до данас се у великој мери користи.
Флори је увео концепт искључене запремине, који је сковао Вернер Кун 1934. године, за полимере. Искључена запремина се односи на идеју да један део молекула дугог ланца не може да заузме простор који је већ заузет другим делом истог молекула. Искључена запремина узрокује да крајеви полимерног ланца у раствору буду удаљенији (у просеку) него што би били да нема искључене запремине. Препознавање да је искључена запремина био важан фактор у анализи дуголанчаних молекула у растворима обезбедило је важан концептуални продор и довело до објашњења неколико збуњујућих експерименталних резултата тог времена. 
Међу његовим достигнућима су оригинална метода за израчунавање вероватне величине полимера у добром раствору, Флори-Хагинсова теорија раствора и извођење Флоријевог експонента, који помаже у карактеризацији кретања полимера у раствору.

### Флоријева конвенција
У науци о полимерима, Флоријева конвенција је конвенција за обележавање ротационих изомера полимера. 
Конвенција каже да је за дату везу, када је диедарски угао формиран између претходне и наредних веза пројектованих на раван нормалну на везу 0 степени, стање је означено као "транс", а када је угао 180 степени, угао је означен као "цис".

## Награде и почасти
Флори је изабран у Националну академију наука Сједињених Држава 1953. и Америчку академију наука и уметности 1957.   Године 1968. добио је Charles Goodyear Medal Америчког хемијског друштва. Такође је добио Пристлијеву медаљу и Златну плочу Америчке академије за достигнућа  1974. године. Добио је медаљу Карл-Дитрих-Харис за похвална научна достигнућа 1977.  Флори је добио Нобелову награду за хемију 1974. „за своја фундаментална достигнућа и теоријска и експериментална, у физичкој хемији макромолекула“.  Поред тога, 1974. Флори је награђен Националном медаљом за науку у физичким наукама. Орден му је уручио председник Џералд Форд. Ова награда му је додељена због истраживања „настајања и структуре полимерних супстанци”. 

## Објављене књиге
Са преко 300 списа, како објављених тако и необјављених, током свог предавања на Универзитету, уз истраживање и наставу, довела је до његове прве објављене књиге. Књига коју је објавио Универзитет Корнел названа је „Принципи хемије полимера“. Књига је тада била основа за коришћење информација за студенте основних студија. То је био стандардни принцип дуги низ деценија, који су користили многи професори. Друга књига коју је Флори објавио била је „Статистичка механика ланчаних молекула“. Књига је објављена 1969. године, радила је на сумирању различитих делова, теорија и апликација молекула. Године 1985, књига коју је написао Пол Флори под називом „Изабрана дела Пола Флорија“ је резимирала велики део његовог рада и студија.